# Condado de Olecko
Condado de Olecko (polaco: powiat olecki) é um powiat (condado) da Polónia, na voivodia de Vármia-Masúria. A sede do condado é a cidade de Olecko. Estende-se por uma área de 873,83 km², com 41 490 habitantes, segundo os censos de 2008, com uma densidade 39,27 hab/km².

## Divisões admistrativas
O condado possui:
Comunas urbana-rurais: Olecko
Comunas rurais: Kowale Oleckie, Świętajno, Wieliczki
Cidades: Olecko

## Demografia
População (dados de 1 de Janeiro de 2008):
|          | Total   | Total | Mulheres | Mulheres | Homens  | Homens |
| -------- | ------- | ----- | -------- | -------- | ------- | ------ |
|          | pessoas | %     | pessoas  | %        | pessoas | %      |
| Total    | 41 490  | 100   | 24 078   | 50,6     | 17 412  | 49,4   |
| Cidades  | 18 490  | 100   | 10365    | 52,2     | 8125    | 47,8   |
| Povoados | 23 000  | 100   | 13713    | 49,2     | 9287    | 50,8   |